# Mimoúrovňová křižovatka Kolín-západ
Mimoúrovňová křižovatka Kolín-západ je mimoúrovňová křižovatka na západním okraji Kolína ve Středočeském kraji. Kříží se zde silnice I/38 a I/12, která zde končí.

## Historie
Současná podoba této mimoúrovňové křižovatky byla zprovozněna dne 7. prosince 2012 spolu s jižním obchvatem města Kolína. Do té doby vedl průtah silnice I/38 městem, a sice ulicemi Pražská, Jaselská a Havlíčkova. Do roku 2034 má být realizována novostavba kombinovaného třípruhu (2+1) na úseku silnice I/12 od Úval po Kolín. Do roku 2031 má být provedena přeložka silnice I/38 v úseku od dálnice D11 po tuto křižovatku.

## Popis
Křižovatka se nachází na západním okraji Kolína mimo městskou zástavbu severně od rybníka Peklo na Pekelském potoce v nadmořské výšce 210 m n. m. Na této křižovatce se setkává silnice I/38 vedoucí od severozápadu od Mladé Boleslavi a Nymburka, resp. dálnice D11, pokračující jihovýchodním směrem na Čáslav a Havlíčkův Brod k dálnici D1, se zde končící silnicí I/12 vedoucí od západu od Prahy, resp. jejího okruhu, na kterou směrem do středu města navazuje Pražská ulice.
Jedná se o neúplný čtyřlístkový typ bez jedné rampy chybějící na jihovýchodní straně.